# 金南沅
金南沅（韓語：김남원），韓國電視劇導演。

## 作品列表

### 電視劇
- 2000年：MBC《危險誘惑》
- 2001年：MBC《我愛熊》
- 2002年：MBC《孟家的全盛時代》
- 2009年：MBC《衝吧！我的愛》
- 2010年：MBC《逆轉女王》
- 2013年：MBC《愛能給別人嗎》

### 製作作品
- 2003年：MBC《沙漠之泉》
- 2003年：MBC《Argon》
- 2005年：MBC《律師們》
- 2005年：MBC《秋日驟雨》
- 2006年：MBC《飛越彩虹》
- 2009年：MBC《衝吧！我的愛》

## 外部連結
- NAVER （页面存档备份，存于）